# Салют, Мария!
«Салют, Мария!» — советский двухсерийный чёрно-белый художественный фильм-драма, поставленный на Киностудии «Ленфильм» в 1970 году режиссёром Иосифом Хейфицем.
В кинопрокате картина собрала 17,1 млн зрителей. Фильм основан на фактах реальной биографии советской разведчицы Марии Фортус.

## Сюжет
Идет 1919 год. На просторах бывшей Российской империи полыхает гражданская война. В Европе только что закончилась мировая война, и страны-победители организуют военную интервенцию в Россию с целью помочь белому движению в борьбе с Советской властью.
В один из южных портов прибывают на судах войска Антанты, в том числе из Испании. Юная подпольщица Мария получает задание вести агитацию среди испанских моряков и солдат. Тут-то она и знакомится с матросом Пабло. Вспыхивает взаимная любовь. У них рождается сын.
Гражданская война заканчивается. В России укрепилась Советская власть. Но здесь мечтают о мировой революции. После долгой разлуки Мария и Пабло вновь встречаются и уже вместе уезжают в Испанию в качестве агентов Коминтерна, готовить местную революцию и заодно вести там разведывательную деятельность.
Впрочем, счастье длится недолго — фашисты убивают Пабло. В Испании разгорается гражданская война. Сын Марии, пилот истребителя, погибает в воздушном бою. Потеряв мужа и сына, Мария возвращается на родину, где работает инструктором в советской разведшколе.

## В ролях
- Ада Роговцева — Мария Ткачёва
- Анхель Гутьерес — Пабло Луис Альварес
- Виталий Соломин — Сева (Всеволод) Чудреев
- Владимир Татосов — Игнасио Мурьес
- Валентина Владимирова — мать Марии
- Александр Баринов — Павлик/Паулито, сын Марии и Пабло, советский лётчик-интернационалист
- Татьяна Бедова — Ольга / Надежда Ивановна Кошеверова, разведчица
- Александр Граве — Олекса Григорьевич, фотограф-подпольщик
- Валерий Золотухин — Нестор Иванович Махно
- Валентина Ковель — Галина Андреевна Кузьменко, жена Махно
- Павел Кормунин — Павел Васильевич, подполковник

## Съёмочная группа
- Сценарий — Григория Бакланова, Иосифа Хейфица
- Постановка — Иосифа Хейфица
- Главный оператор — Генрих Маранджян
- Главные художники — Белла Маневич, Исаак Каплан
- Композитор — Надежда Симонян

## Награды
- Роль Марии принесла актрисе Аде Роговцевой широкую популярность и премию за лучшую женскую роль на Московском кинофестивале 1971 года.
- По опросу журнала «Советский экран» Ада Роговцева признана лучшей актрисой 1971 года[2].
- 1972 — Международный кинофестиваль «Богота» — вторая премия (Иосиф Хейфиц).